# メイクアップディメンションズ
株式会社メイクアップディメンションズは、映画、TV、CMなどの特殊メイク・特殊造型を制作する会社である。
1986年設立。設立当初は日活撮影所に事務所を構えていたが、現在は東宝スタジオ内にある。

## 代表作
長い経歴のため、これまでに手がけた特殊メイクアップは数え切れないほどあり、近年の代表作のみをあげる。

### 映画
- 子ぎつねヘレン
- THE 有頂天ホテル
- さよならCOLOR
- 血と骨
- 呉清源
- 隠し剣 鬼の爪
- tokyo tower
- おくりびと
- ゲゲゲの鬼太郎
- 252 生存者あり
- 犬と私の10の約束
- 母べえ
- ぐるりのこと
- 世界で一番美しい夜
- ザ・マジックアワー
- カムイ外伝
- 旭山動物園物語 ペンギンが空を飛ぶ
- ゲゲゲの鬼太郎 千年呪い歌
- カケラ
- 余命
- カイジ 人生逆転ゲーム
- 私は貝になりたい
- 山形スクリーム
- ばかもの
- ぼくらのワンダフルデイズ
- レオニー
- のだめカンタービレ 最終楽章（前・後編）
- 必死剣 鳥刺し
- おくりびと
- 血と骨
- ステキな金縛り
- 清洲会議
- 利休にたずねよ
- モンスター
- 小さいおうち
- 予告犯
- 龍三と七人の子分たち
- MOZU
- 残穢
- ラストレシピ〜麒麟の舌の記憶〜
- マスカレード・ホテル
- アウトレイジ
- 検察側の罪人
- シライサン
- 記憶にございません!
- 日本独立
- 信虎
- マスカレード・ナイト
- キネマの神様
- 鋼の錬金術師
- ホリック xxxHOLiC

### CM
- FMV 変身編 木村さんがうさぎに変身
- サロンシップ 竹中さんの変身メイク
- ニコレット 「たばこマン」特殊メイク
- マグナムドライ - 小池栄子の特殊メイク／宇宙人耳、長い指など
- FMV 地底人 おしゃべりする口元がリアルなマスク
- トクホン シルバーの筋肉ボディー特殊メイク
- インテル 蜂に刺されて巨大化した耳
- 明治アーモンドチョコ 中居君とゴローちゃん
- プロミス フローズンメイク
- 明豊エンタープライズ／シェルゼ
- メナード 始皇帝メイク
- NEC N902is はがしマスク
- 王子ネピア／鼻セレブ ティッシュボックスの造り物
- 森精機製作所(現・DMG森精機) 怪獣（珍獣）メカ入りマスク&ボディスーツ
- トヨタ「NOAH」 ダチョウの造り物とカッパの特殊メイク
- 永谷園「おとなのふりかけ」 犬のぬいぐるみ
- 明治アーモンドチョコ新作オンエア中 中居さんがかぶる吾郎さんマスク
- インテル モナリザ風キャラクターメイク
- ヴィダーインゼリー マスクはがし
- ドラゴンクエストVIII 空と海と大地と呪われし姫君
- 明治アーモンドチョコレート マスクはがし
- ジョージア・ラッテシリーズ 巨大アフロメイク
- フレッツ お父さんメイク
- タンスにゴン バストメイク
- グロンサン ニセ服部先生
- 味ぽん 老人メイク
- トヨタレンタリース 宇宙人メイク
- エプソン ゴッホメイク
- Kampo 老人メイク

### PV
- 平井堅「バイマイメロディー」 マスク製作
- サザンオールスターズ「神の国遥か国」 宇宙人メイク
- SATOMI「太陽」 キャラクターメイク

### TV
- 探偵 左文字進10 - 水谷豊の女装は特殊メイク
- 探偵 左文字進11-14 - 特殊メイク
- さいごの約束 - 最後のシーン、舘ひろしの特殊メイク
- 特命!刑事どん亀 - 変装特殊メイク、マスクはがし等
- 着信アリ - ミイラ、ダミー製作、ゾンビメイクなど
- 女王の教室 - 傷メイク
- 逃亡女医 - 特殊メイク
- 雨と夢のあとに - ダミー製作
- ドキュメント「地球大進化」 - ネアンデルタール人メイク
- 義経 - 坊主メイク
- 夏目家の食卓 - 老人メイク
- Dr.コトー スペシャル - 坊主メイク
- 功名が辻 - 坊主メイク
- 風林火山 - 坊主メイク
- 篤姫 - 坊主メイク
- 天地人 - 坊主メイク、特殊かつら製作
- しゃばけ - 特殊メイク、特殊造型
- しゃばけ うそうそ - 特殊メイク、特殊造型
- トクメイ希望 - 変装メイク
- まるまるちびまる子ちゃん - 坊主メイク
- 風のガーデン - 犬のダミー製作
- JIN-仁- - 坊主メイク
- サザエさん - 波平かつら製作
- 法医学教室の事件ファイルシリーズ - 特殊メイク、ダミー製作
- 花子とアン -
- 軍師官兵衛 -
- カーネーション -
- 負けて、勝つ -
- 銀二貫 -
- 彼岸島 - 吸血鬼メイク
- 南極大陸 -
- 一休さん - 坊主メイク
- 小林一三 -
- おんな城主 直虎 - 坊主メイク
- みをつくし料理帖 - 禿カツラ
- 落語心中 - 老けメイク、禿カツラ
- 麒麟がくる- 中剃り、坊主メイク
- 教場 - 五分刈りカツラ
- テセウスの船 - 老けメイク
- コールドケース 〜真実の扉〜 -
- 蝶の力学 - 特殊メイク、ダミー、造花
- 青天を衝け - 中剃りメイク、老けメイク
- おちょやん -
- 全裸監督 - ダミー製作
- 天国と地獄 - 五分刈りカツラ
- 今ここにある危機とぼくの好感度について  - 特殊メイク
- 邪神の天秤 警視庁公安分析班 - 特殊メイク、特殊造形、ダミー
- きれいのくに - 特殊メイク
- ドラゴン桜 - バリカンシーンのカツラ製作
- 剣樹抄〜光圀公と俺〜 - 坊主メイク
- どうせもう逃げられない - 傷メイク
- 鎌倉殿の13人- 坊主メイク、五分刈りカツラ、義歯、動物ダミー